# 任振远
任振远（1930年10月16日—2023年1月4日），男，中国医学家。曾任北京口腔医院党委书记、副院长，北京朝阳医院院长。